# فريدة عطية
فريدة يوسف عطية (1284 - 1335 هـ/ 1867 - 1917م) هي أديبة وكاتبة لبنانية من أهل طرابلس، تعتبر من رائدات النهضة النسائية في لبنان في الربع الاخير من القرن التاسع عشر، وهي من طائفة الروم الأرثوذكس، ولدت في حمص، أكملت دراستها الابتدائية فيها، ثم انتقلت الى طرابلس لتكمل دراستها في المدرسة الامريكية للبنات، أُعجبت في بعض الكتب التي كانت تقرأها فقررت ان تصبح كاتبة، فحررت ونشرت العديد من المقالات في الصحف والمجلات اللبنانية، وأيضًا نشرت بعض الأبحاث.

## مؤلفاتها
- بهجة المخدرات في فوائد علم البنات، مطبعة الأميركان، بيروت، 1893.
- الروضة النضيرة في أيام بومباي الأخيرة، مترجمة عن رواية اللورد ليتن، مصر 1899.
- بين عرشين (رواية) أي عرش السلطان عبد الحميد ومحمد رشاد، مطبعة النجاح، طرابلس 1912.
- تربية البنين.[9]